# Alexandrino de Araújo

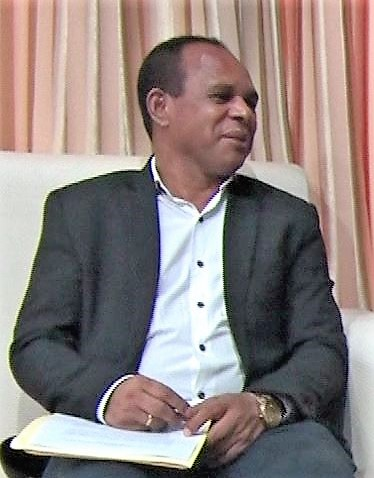
Alexandrino de Araújo (2018)

Alexandrino Xavier de Araújo ist ein osttimoresischer Politiker.
Am 22. Juni 2018 wurde Araújo zum Staatssekretär für Zivilschutz vereidigt. Das Amt wurde mit dem Amtsantritt der VIII. konstitutionelle Regierung neu eingeführt und untersteht dem Innenministerium.
Mit der Regierungsumbildung am 29. Mai 2020 wurde Araújo durch Joaquim Gusmão Martins als Staatssekretär ersetzt.